# Гай Антоний (претор)
Вижте пояснителната страница за други личности с името Гай Антоний.
Гай Антоний (на латински: Gaius Antonius; * 82 година пр.н.е.; † 42 година пр.н.е.) е вторият син на Марк Антоний Кретик и Юлия Антония и по-малък брат на триумвира Марк Антоний.
Както брат си Гай започва живота си без родителска контрола в скандали и игри. По време на гражданската война Гай е легат на Юлий Цезар и заедно с Публий Корнелий Долабела получава задачата да защитава Илирия против Помпей.
Когато флотът а на Долабела е разбит, Гай Антоний е задържан на далматинския остров Крък. След победите на Цезар е освободен и както всички членове на фамилията Антонии получава висок пост.
През 46  година пр.н.е. той е народен трибун. През 44 година пр.н.е. Гай е градски претор, докато братята му Марк и Луций Антоний са консул и народен трибун. 
След убийството на Цезар той става управител на провинция Македония. В Македония се оттеглят Цезаровите убийци, между които и Марк Юний Брут. Гай не ги посреща добре и е сменен от тях. Брут се отнася първо добре с него, но после заповядва убийството му.